# Ernie Stevenson
Ernest Stevenson, più conosciuto con il diminutivo Ernie Stevenson (Rotherham, 28 dicembre 1923 – St Helens, 15 ottobre 1970) è stato un calciatore inglese, di ruolo centrocampista.

## Carriera
Dopo aver giocato nelle giovanili dei dilettanti dei Wath Wanderers ed in quelle del Wolverhampton, nel 1941 esordisce con i Wolves nei tornei che durante la Seconda guerra mondiale sostituivano i normali campionati, mettendovi a segno 8 reti in 31 presenze. Terminata la guerra fa il suo esordio in campionato nella stagione 1946-1947, alla regolare ripresa dei tornei: in 2 stagioni nel club gioca tuttavia solamente 8 partite nella prima divisione inglese. Nell'ottobre del 1948 viene ceduto per 10000 sterline al Cardiff City, in seconda divisione. Nella sua prima stagione si impone subito come titolare nei Bluebirds, segnando 14 reti in campionato ed una rete in FA Cup, mentre l'anno seguente, pur continuando a giocare con regolarità, segna solamente 3 reti, e nel febbraio del 1950 viene ceduto al Southampton in uno scambio con Wilf Grant. Fa il suo esordio con la nuova maglia l'11 marzo 1950 in una partita pareggiata 0-0 contro il Blackburn; complessivamente con i Saints mette a segno 8 reti in 24 partite nella seconda divisione inglese, venendo ceduto nel febbraio del 1951 (quindi dopo un anno solare di permanenza nel club) al Leeds Utd, altro club di seconda divisione, in uno scambio con Frank Dudley. Esordisce con la nuova maglia il 3 febbraio 1951 in una vittoria casalinga per 1-0 contro lo Sheffield Utd, ed il successivo 17 febbraio realizza la sua prima rete con i Whites, nel successo casalingo per 3-2 contro il Luton Town. Conclude la stagione con 4 reti in 13 presenze, a cui aggiunge poi 3 presenze senza reti nelle prime settimane della stagione 1952-1953: la sua ultima partita con il Leeds (che si rivela peraltro anche l'ultima in carriera nei campionati della Football League) risale al 25 agosto 1951, terza giornata del campionato 1951-1952: rimane poi in rosa per il resto della stagione ma senza disputare ulteriori partite, ed a fine anno viene ceduto per 1000 sterline ai semiprofessionisti del Wisbech Town, appena ammessi alla Midland League. Passa quindi al Bath City (34 presenze e 7 reti) e poi ad altri club semiprofessionistici (Rhyl e South Liverpool), ritirandosi al termine della stagione 1955-1956.
In carriera ha giocato complessivamente 8 partite nella prima divisione inglese e 90 partite (con 28 gol segnati) nella seconda divisione inglese.

## Palmarès

### Giocatore

#### Competizioni regionali
- North Wales FA Challenge Cup: 1

Rhyl: 1954-1955